# Zollikon
Zollikon je mesto v okraju Meilen v kantonu Zürich.